# La inmensa minoría
La Inmensa Minoría es un programa de radio argentino que se emite en Radio con Vos.
Durante la primera temporada y parte la segunda se emitió de lunes a viernes, de 13 a 17 horas (HOA), desde el 14 de agosto de 2018 de lunes a viernes, de 10 a 13 horas (HOA) y desde marzo de 2025 su transmisión es de lunes a viernes de 11:30 a 14:00.

## Equipo
- Conductor: Reynaldo Sietecase
- Locutora y comentarista de espectáculo: Verónica Castañares
- Comentarista de deporte: Federico Yáñez
- Comentarista de espectáculo: José María Muscari[3]
- Comentarista de salud: Jorge Tartaglione
- Comentarista de economía: Alejandro Rebossio
- Comentarista de tránsito y tiempo: Daniel Roggiano
- Columnista de historia: Felipe Pigna
- Columnista de la industria automotriz: Guido Tonelli
- Columnista de género: Mariana Carbajal
- Columnista de música: Lalo Mir
- Columnista de tecnología: Desirée Jaimovich
- Columnista de coctelería: Mona Gallosi
- Columnista de ciencia y religión: Alejandro Agostinelli

- Productores:
  - Florencia Martínez
  - Clara Szer
  - Walter Garbarino
- Operador técnico: Sebastián Merani
- Redes sociales: Valentina Rizzo

## Exintegrantes
- Comentarista de judiciales: Irina Hauser
- Humoristas: Mex Urtizberea - Federico Simonetti

## Premios y nominaciones
- Martín Fierro 2018: Programa periodístico vespertino en FM - La Inmensa Minoría en Radio con Vos - Ganador
- Martín Fierro 2019: Programa periodístico matutino en FM - La Inmensa Minoría en Radio con Vos - Ganador
- Martín Fierro 2019: Labor periodística femenina - Irina Hauser - La Inmensa Minoría en Radio con Vos - Ganadora
- Martín Fierro 2019: Labor columnista de espectáculos - Verónica Castañares - La Inmensa Minoría en Radio con Vos - Ganadora